# NGC 1373
NGC 1373 is een elliptisch sterrenstelsel in het sterrenbeeld Oven. Het hemelobject werd op 29 november 1837 ontdekt door de Britse astronoom John Herschel.

## Synoniemen
- PGC 13252
- ESO 358-21
- MCG -6-8-28
- FCC 143
- 1ZW 13